# Ceballosia
Ceballosia is een geslacht van vliesvleugeligen uit de familie Encyrtidae. De wetenschappelijke naam van dit geslacht is voor het eerst geldig gepubliceerd in 1921 door Mercet.

## Soorten
Het geslacht Ceballosia omvat de volgende soorten:
- Ceballosia dusmeti Mercet, 1921
- Ceballosia nigricornis Xu, 2004